# مجلة الاقتصادي
مجلة الاقتصادي، هي مجلة اقتصادية نصف شهرية تصدر باللغة العربية في سورية، أسسها رائد الأعمال والناشط السوري عبد السلام هيكل عام 2004 ، وأصبحت جزءاً من مجموعة مجلات، ومواقع إلكترونية، تصدرها شركة هيكل ميديا للإعلام. تُعتبر من أوائل المجلات السورية التي ركّزت على قطاع الشركات والأعمال وكانت أول وسيلة إعلام سورية  تطلق قائمة «الاقتصادي 100» التي تصنف أبرز 100 رجل أعمال سوري، يعدّها فريق الدراسات في المجلة سنوياً. كذلك تصدر المجلة قائمة «أهل الهمة» التي تذكر أبرز السوريين المكرّمين عبر العالم بسبب نشاطاتهم وأعمالهم، وقائمة المرأة الحديدية في سورية التي تبرز إنجازات نسائية في مختلف القطاعات السورية.
رئيس تحرير مجلة الاقتصادي هو الصحفي السوري حمود المحمود منذ كانون الأول 2007، وقد سبقه في رئاسة التحرير الصحفي السوري عدنان عبد الرزاق.
بدأت مجلة الاقتصادي تحت اسم «مجلة الاقتصاد والنقل»، وبدأت باستخدام اسمها الحالي في نهاية عام 2007. أطلقت المجلة موقعها الإلكتروني في عام 2010.